# St. Michael's Majors de Toronto
Les St. Michael's Majors de Toronto sont une franchise de la Ligue de hockey de l'Ontario qui a existé sur deux périodes : de 1906 à 1962 et de 1997 à 2007. L'équipe déménage alors à Mississauga et devient les St. Michael's Majors de Mississauga.